# Рассел, Бертран
Бе́ртран А́ртур Уи́льям Ра́ссел, 3-й граф Рассел (англ. Bertrand Arthur William Russell, 3rd Earl Russell; 18 мая 1872, Треллек, графство Монмутшир, Уэльс, Великобритания — 2 февраля 1970, Пенриндайдрант, графство Гуинет, Уэльс, Великобритания) — британский философ, логик, математик и общественный деятель. Внёс значительный вклад в математическую логику, историю философии и теорию познания. Рассел считается одним из основателей английского неореализма, а также неопозитивизма. Лауреат Нобелевской премии по литературе (1950).
Известен своими работами в защиту пацифизма, атеизма, а также либерализма и левых политических течений.
Ответственный секретарь Шведской академии Андерс Эстерлинг охарактеризовал Рассела как «одного из самых блестящих представителей рационализма и гуманизма, бесстрашного борца за свободу слова и свободу мысли на Западе». Американский философ Ирвин Эдман очень высоко ценил труды Рассела, даже сравнивал его с Вольтером, подчёркивая, что он, «как и его знаменитые соотечественники, философы старого времени, — мастер английской прозы».
Также Рассел известен трудами по эстетике, педагогике и социологии. Рассел считается одним из наиболее влиятельных логиков XX века.
В редакторских замечаниях к мемориальному сборнику «Бертран Рассел — философ века» (1967) отмечалось, что вклад Рассела в математическую логику является наиболее значительным и фундаментальным со времён Аристотеля.

## Биография
Принадлежал к старинному аристократическому роду политиков, учёных и интеллектуалов, который был знаменит своей деятельностью в политической жизни страны начиная с XVI века; самым же знаменитым представителем рода после самого Бертрана Рассела был его дед, лорд Джон Рассел, дважды возглавлявший правительство королевы Виктории в 1840-х и 1860-х.
Бертран Рассел родился в семье Джона Рассела, виконта Эмберли, и Кэтрин (Стэнли) Рассел. Уже к своему четвёртому дню рождения он стал полным сиротой. После смерти родителей его и его старшего брата Фрэнка и сестру Рэйчел взяла на попечение их бабушка — графиня Рассел, придерживающаяся пуританских взглядов. С ранних лет Бертран проявил интерес к самым разнообразным областям естествознания, любил проводить свободное время за чтением книг из обширной библиотеки, собранной ещё его дедом в поместье Пембрук Лодж.

### Молодость и обретение известности. Социализм
В декабре 1889 года Бертран Рассел поступил в Тринити-колледж Кембриджа. На втором году обучения по предложению А. Уайтхеда Рассел был избран в дискуссионное общество «Апостолы». В это общество входили как студенты, так и преподаватели, в том числе Дж. Мур, Дж. Мак-Таггарт, с которыми в будущем Рассел будет плодотворно сотрудничать.
Рассел, сын лорда одного из самых влиятельных родов, был назначен дипломатическим представителем Великобритании сначала в Париже, потом в Берлине. В Германии Рассел изучал практически весь диапазон немецкой философии, среди прочего экономические труды Маркса. Там же он, прекрасно владея немецким языком, общался с известными социалистами того времени: Вильгельмом Либкнехтом, Августом Бебелем и другими. Рассел проникся идеями левого реформизма, то есть постепенного переустройства всего мира на принципах демократического социализма. В 1896 году Рассел издал свою первую значительную работу «Германская социал-демократия», где удивительно глубоко для относительно молодого философа рассматривал проблемы и пути развития левых идей.
Эта и некоторые другие работы сделали Рассела известным учёным. По приезде на родину в 1896 году он получил приглашение читать лекции в Лондонской школе экономики, что делал с неизменным успехом. Рассел прочитал также курс лекций в университетах США. В 1900 году он участвовал во Всемирном философском конгрессе в Париже, познакомился с рядом знаменитых учёных. Написанная в соавторстве с Уайтхедом книга «Principia Mathematica» (1910—13) принесла ему международное признание.
В 1908 году философ стал членом Королевского общества. В том же году он стал членом фабианского общества.
Фабианцы считали социализм неизбежным результатом экономического развития, но признавали лишь эволюционный путь, выступали против революции. Рассел, однако, не разделяет полностью взгляды фабианцев, так как являлся противником государственного контроля общественного производства.
При этом он провозглашал, что существование капиталистической системы обречено, считал, что отрасли промышленности должны управляться работающими людьми, а не предпринимателями и государством, пытался доказать автономность и независимость политических институтов от экономической основы общества. Он симпатизировал анархизму, а силу государства считал главной причиной несчастья в современном мире.

### Первая мировая война. Пацифизм
В годы Первой мировой войны Бертран Рассел был вовлечён в круг сложных социально-политических проблем войны и мира, устройства государства и его управления. Пока Великобритания готовилась к войне, Рассел проникался идеями пацифизма, основой которого служили для Рассела его социалистические убеждения. Рассел становится членом организации «Противодействие призыву на военную службу», что было весьма смелым поступком во время, когда в Англии только и говорили о «защите отечества». За противодействие властям Рассела лишают места в Тринити-колледже, но больше всего Рассел расстраивается из-за ссор со многими друзьями, для которых в условиях военной угрозы для Великобритании пацифизм был неприемлем.
В 1916 году Рассел анонимно издал листовку «Два года тяжёлой работы для отказывающихся повиноваться велению совести», в которой выступил в защиту права человека отказаться от воинской повинности по политическим или религиозным мотивам. После того, как нескольких человек осудили за её распространение, Рассел, не страшась потерять свой авторитет, раскрыл через газету «Таймс» авторство и высказал мысль о том, что политическая свобода в Англии становится фарсом. За это власти привлекли его к суду. Рассел заявил, что на скамье подсудимых оказался не только он, но и вся традиционная британская свобода. В результате судебных разбирательств Рассела оштрафовали на 100 фунтов стерлингов, конфисковали библиотеку и не позволили поехать в США для чтения лекций.
В книге «Политические идеалы» (1917) Рассел утверждает, что единственная достойная политическая цель — обеспечить максимально полное развитие природных творческих возможностей каждого человека в обществе, что, в конечном счёте, сводится к проведению радикальных либеральных реформ и уничтожению системы, разъединяющей людей на классы и другие консервативные группы (в том числе религиозные). Это позволяет причислить его к социал-демократам. Подлинная демократия, по мнению Рассела, должна стремиться к социализму.
Попытки обуздать убеждённого пацифиста не дают результатов, и в статье «Немецкое предложение мира» (3 января 1918 года) Рассел резко высказывается против того, что он полагал распространяемой «патриотической прессой» волной оговоров и фальсификаций политики большевиков и Ленина, а также нежелания Антанты присоединиться к мирным предложениям России. Также Рассел осуждает вступление США в войну, подчёркивая, что американских солдат, прибывших в Англию, могут нанять штрейкбрехерами. В 1918 году Рассела заключили в Брикстонскую тюрьму сроком на 6 месяцев. Там заключённый под № 2917 много читал (от Вольтера до Чехова) и даже написал «Введение в философию математики» (1919). В то же время в этой же тюрьме находился известный русский большевик Максим Литвинов.
Р. П. Датт, деятель английского и международного рабочего движения, в то время член Независимой рабочей партии, познакомившийся с Расселом на встрече, созванной «Организацией социалистических студентов» в Оксфорде осенью 1919 года, писал, что выступление известного учёного за массовую оппозицию войне «ставило его в те дни в боевой ряд социалистов».
Задолго до фактического начала, и вплоть до самого конца боевых действий Рассел был категорически против войны.

### Поездка в Советскую Россию. «Практика и теория большевизма»
После провозглашения советской власти в России Рассел в 1918 году писал, что это событие даёт надежду на будущее процветание во всем мире, и даже признал, что большевики его восхищают. 19 мая 1920 года Рассел в составе лейбористской делегации отправился в Советскую Республику и пробыл там по 17 июня 1920 года. Рассел посещает Кремль, где встречается с В. И. Лениным и более часа беседует с ним. Во время этой поездки он встретился также с Троцким, Горьким и Блоком, прочёл лекцию в Петроградском математическом обществе. Расселу удалось встретиться с представителями оппозиции, а также простыми людьми.
Рассел признал советскую модель развития не соответствующей истинно коммунистическим идеям и в значительной степени разочаровался в большевиках. В книге воспоминаний об этой поездке «Практика и теория большевизма» (1920) Рассел писал:
Если большевизм окажется единственным сильным и действующим конкурентом капитализма, то я убеждён, что не будет создано никакого социализма, а воцарятся лишь хаос и разрушение.
Тот, кто, подобно мне, считает свободный интеллект главным двигателем человеческого прогресса, не может не противостоять большевизму столь же фундаментально, как и римско-католической церкви.
Большевизм не просто политическая доктрина, он ещё и религия со своими догматами и священными писаниями. Когда Ленин хочет доказать какое-нибудь положение, он по мере возможности цитирует Маркса и Энгельса.
Несмотря на критику большевизма, Рассел не разочаровался в самих левых идеях, и продолжал называть себя социалистом и даже коммунистом. В этой же книге Рассел писал:
Я верю, что коммунизм необходим миру.
Я приехал в Россию коммунистом, но общение с теми, у кого нет сомнений, тысячекратно усилило мои собственные сомнения — не в самом коммунизме, но в разумности столь безрассудной приверженности символу веры, что ради него люди готовы множить без конца невзгоды, страдания, нищету.
Даже при существующих условиях в России ещё чувствуется влияние животворного духа коммунизма, дух созидающей надежды, поиска средств к уничтожению несправедливости, тирании, жадности — всего того, что мешает росту человеческого духа, стремлению заменить личную конкуренцию совместными действиями, отношения хозяина и раба — свободным сотрудничеством. Эта надежда помогает лучшей части коммунистов выдержать испытания суровых лет, которые переживает Россия, эта же надежда вдохновляет весь мир. Эта надежда не химера, не фантазия, но она может сбыться только благодаря упорному труду, более объективному изучению фактов и, кроме того, настойчивой пропаганде, которая должна сделать необходимость перехода к коммунизму очевидной для огромного большинства рабочих. Возможно, что российский коммунизм потерпит неудачу и погибнет, но коммунизм как таковой не умрёт.
Существующая капиталистическая система обречена. Её несправедливость так бросается в глаза, что только невежество и традиция заставляют наёмных рабочих терпеть её. Когда невежество отступает, традиция ослабевает; война разрушила власть традиций над человеческим разумом. Может быть, под влиянием Америки, капиталистическая система и протянет лет пятьдесят, но она будет постепенно ослабевать и никогда не вернёт позиций, удерживаемых в XIX в. Пытаться поддержать её — значит бесполезно тратить энергию, которая может быть использована для строительства чего-то нового.
Ещё одной книгой, основанной на впечатлениях от поездки, стала книга «Большевизм и Запад» (1924).

### Поездка в Китай
По приглашению «Общества новых учений», организованному лидером реформаторского движения Лян Цичао, 12 октября 1920 года Рассел отправляется в Китай, где пробыл по 10 июня 1921 года. В Китае в качестве профессора Пекинского университета Рассел читал специальные курсы по математике, логике, морали, религии, теории познания, дискутировал о путях развития социализма в этой стране. В своих лекциях мыслитель ратовал за коммунизм, но выступал против диктатуры пролетариата, утверждая, что только «просвещение поможет повысить сознательность имущих классов, избежать войн и революций».
Лекции Рассела, в которых были отражены его идеи свободомыслия и критики религии, дали толчок для нового направления атеистического движения в Китае. Они были изданы издательством «Шаонянь Чжунго» в специальном сборнике «Проблемы религии» (1921). Самое заметное влияние на китайскую интеллигенцию оказали мысли Рассела о демократической версии социализма.
Как до, так и после его приезда в Китае переводится довольно много сочинений английского мыслителя по вопросам математики, логики, социально-политического развития общества, которые становятся очень популярными среди китайских реформаторов и прогрессивных деятелей, занятых поисками будущего государственного устройства страны.
Как отмечал Ван Сингун, философия английского мыслителя «не ставит своей целью достижение какого-то богатства или счастья, она призвана помочь людям разобраться в этом простом и одновременно сложном окружающем нас мире».
В 1920 году в Пекинском университете создаётся «Общество Бертрана Рассела» и издаётся «Ежемесячник Рассела» (январь 1921 года). Философия Лосы, как называли Рассела в Китае, оказала сильное воздействие на передовую молодёжь в период антиимпериалистического «Движения 4 мая».

### Школа Бекон Хилл. Педагогика
В 1921 году Рассел женится во второй раз на Доре Уинифред Блэк, которая была его секретарём во время поездки в Россию. Именно она написала для его книги «Практика и теория большевизма» главу «Искусство и образование». У Рассела рождаются двое детей (первый брак с Элис (иногда Алис) Уитолл Пирсолл Смит был бездетным).
Рассел начинает усиленно изучать педагогику, включая новаторские методы образования. Его взгляды на образование составляют единое целое с его общественно-политическими либеральными воззрениями. Рассел стремится защитить свободный разум от устаревших консервативных воззрений (к числу которых Рассел причисляет и любую религию). Дети, считает Рассел, должны воспитываться в доброте, в понимании полезности моральных норм общества, без принуждения. Рассел считает ужасным поступком разделять детей по их экономическому происхождению, полу, расе и национальности. Цель образования для Рассела — защита творческих способностей человека от влияния шовинизма, бюрократии, классовых стереотипов. Рассел остро критикует систему английского воспитания и образования, предлагает её демократизацию.
Самым важным результатом его работы в этой области стали книги «Об образовании» (1926), «Брак и мораль» (1929), «Образование и общественный строй» (1932). Вместе с супругой Рассел открывает школу Бекон Хилл, которая была направлена преимущественно для проблемных детей младшего возраста. Школа просуществовала вплоть до начала войны.
Своеобразным рефреном его идей в педагогике был тезис о том, что если бы любовь, подкреплённая знанием, стала реальной основой воспитания, то мир был бы преобразован. Эту идею Рассел повторял и в более поздних работах.
Его идеи по педагогике, по мнению специалистов, не были так прогрессивны, как взгляды выдающихся английских педагогов того времени Г. Лэйн и А. С. Нейл или американцев Г. Брауди и Дж. Дьюи, но эта школа допускала и поощряла большую свободу самовыражения учащихся. Рассел писал, что «дети должны быть гражданами Вселенной», воспитываться без принуждения, не знающими чувства страха. Его педагогические взгляды во многом напоминали идеи утопистов-социалистов Оуэна и Фурье, выступавших против религиозного образования.
Хотя многие исследователи часто пренебрегают вкладом Рассела в педагогику, более чем через двадцать лет Расселу присудят нобелевскую премию по литературе за книгу «Брак и мораль» (1929).

### 1920-е — 1930-е годы
В брошюре «Дедал» английский биолог Джон Холдейн, используя образ мифологического героя, доказывал, что развитие может быть только во благо человечеству. В 1924 году Рассел выпускает брошюру «Икар», в которой прибегая к другому образу того же мифа, Икару, напротив, предупреждал об опасностях, таящихся в необузданном росте знаний и развитии технологий, что может стать причиной большого человеческого несчастья, если плоды научной деятельности находятся в ограниченном пользовании отдельных структур, а также используются со злым умыслом. Более чем через 30 лет станет ясно, что худшие опасения Рассела стали реальностью в связи с изобретением и использованием против людей ядерного оружия.
Подводя итог жизни в автобиографии, Рассел пишет, что он всю жизнь посвятил примирению людей друг с другом, Рассел всегда стремился по возможности объединить и гармонизировать желания человеческих существ, спасти человечество от вымирания и грозящей ему гибели. В этот период он написал книги: «Перспективы индустриальной цивилизации» (1923), «Образование и благосостояние» (1926), «Завоевание счастья» (1930).
В период развития тоталитарных режимов 1930-х годов, Рассел изо всех сил пытался предотвратить надвигающуюся военную катастрофу. Среди многочисленных книг, написанных в этот период, были «Свобода и организация, 1814—1914» (1934), «Происхождение фашизма» (1935), «Какой путь ведёт к миру?» (1936), «Власть: новый социальный анализ» (1938). Рассел активно боролся против фашизма и большевизма («Происхождение фашизма» (1935), «Сцилла и Харибда, или Коммунизм и фашизм» (1939)).
В конце 1930-х годов Рассел едет в США, преподаёт в Чикагском и Калифорнийском университетах.
В 1931 году после смерти старшего брата унаследовал титул пэра и стал третьим графом Расселом.
В 1935 году Рассел вторично разводится и женится на своей секретарше Патриции Элен Спенс. От этого брака у него появляется второй сын Конрад.
Исходя из своих пацифистских убеждений, Рассел приветствовал Мюнхенское соглашение 1938 года.

### Вторая мировая война. Отказ от пацифизма
Приближение Второй мировой войны порождает у Рассела сильные сомнения в целесообразности пацифизма. После захвата Гитлером Польши Рассел от пацифизма отказывается. Теперь Рассел выступает за совместные военные усилия Англии и США, что вызывает неодобрение американских изоляционистов, надеявшихся удержать страну от вступления в военный конфликт. В автобиографии, вспоминая это время, Рассел пишет:

Хоть и неохотно, я допускал возможность владычества кайзеровской Германии; мне казалось, что это, конечно, зло, но всё же меньшее, чем мировая война и её последствия, тогда как гитлеровская Германия — совсем другое дело. Нацисты были мне отвратительны и с моральной, и с рациональной точки зрения — жестокие, фанатичные и тупые. Хотя я и придерживался пацифистских убеждений, но это давалось мне всё с большим трудом. Когда в 1940 году Англии стала угрожать опасность оккупации, я понял, что на протяжении всей Первой мировой ни разу всерьёз не допускал мысли о поражении. Мысль о нём была невыносима, и после серьёзных размышлений я решил, что должен выступать в поддержку всего, что делается ради победы, как бы тяжело ни далась эта победа и каковы бы ни были её последствия.

Таков был последний этап в долгом процессе отказа от тех убеждений, которые созрели у меня в 1901 году
С 1938 по 1944 годы Рассел читает лекции в Чикагском, Калифорнийском, Гарвардском университетах США, фонде Барнса, издаёт две фундаментальные работы: «Исследование значения и истины» (1940) и «История западной философии» (1945), последняя из которых несколько раз попадала в США в списки бестселлеров и до сих пор пользуется вниманием как со стороны специалистов, так и простых читателей.
В 1940 году Рассел стал профессором философии в Сити-колледж, что вызвало сильные нападки духовенства, против которого Рассел активно боролся, распространяя антиклерикализм и атеизм.

### 1945—1954 годы
В 1944 году Рассел возвращается из США в Англию, и начинает преподавать в том самом Тринити-колледже Кембриджского университета, откуда его уволили за антимилитаристские выступления ещё в пору Первой мировой войны. Невзирая на преклонный возраст (в 1942 году ему исполнилось 70 лет), Рассел, благодаря общественной деятельности, становится одним из самых знаменитых англичан. Среди великого множества изданных им книг: «Философия и политика» (1947), «Пружины человеческой деятельности» (1952) и «Человеческое познание. Его сфера и границы» (1948). Рассел выступает с циклом лекций по радио, позднее собранных в книге «Власть и личность» (1949).
Вплоть до 1954 года Рассел поддерживает политику Холодной войны, будучи убеждённым в том, что это может предотвратить Третью мировую войну. Рассел очень резко критикует СССР, выступает за мировое господство Соединённых Штатов Америки и даже считает необходимым заставить СССР под угрозой атомных ударов подчиниться диктату США.
В 1948 году Рассел в своей речи заявил, что если СССР продолжит свою агрессию в Восточной Европе, то с моральной точки зрения будет хуже начать войну, когда СССР обзаведётся атомной бомбой, чем до того, ибо в войне против СССР, ещё не имеющего атомной бомбы, победа Запада будет более быстрой и бескровной. Это вызвало разные интерпретации и споры, одобряет ли Рассел первый удар по СССР или всего лишь указывает на необходимость использовать ядерный арсенал США для устрашения Советского Союза. Однако сразу после атомной бомбардировки Хиросимы и Нагасаки с 1945 по 1948 годы Рассел писал письма и публиковал статьи в газетах, недвусмысленно утверждая, что морально оправдано и правильно начать войну против СССР с применением атомного оружия, пока у СССР нет атомной бомбы, а у США есть.
Только когда СССР испытал атомную бомбу, Рассел изменил свою позицию и стал выступать за полный запрет ядерного оружия.
В небольшой статье «Почему я не коммунист?», направленной против стран, декларирующих свою приверженность коммунизму, Рассел писал:

В России 1917-го, однако, пролетариат составлял небольшой процент от населения — подавляющее большинство были крестьяне. Тогда партия большевиков объявила, что несёт классовое сознание всего пролетариата, а небольшой комитет её лидеров обладает классовым сознанием всей большевистской партии. Диктатура пролетариата, таким образом, стала диктатурой этого комитета, и, в конечном счёте, одного человека — Сталина. Как единственный обладающий классовым самосознанием пролетарий, Сталин приговорил миллионы крестьян к голодной смерти, а миллионы других — к принудительному труду в концентрационных лагерях. Он даже дошёл до отмены общепринятых законов наследственности и замену их на новые, чтобы зачаточная плазма подчинялись приказам советской власти, а не этому реакционному священнику Менделю. Я совершенно не могу понять, как получилось, что некоторые гуманисты и интеллектуалы находят чем восхищаться в этом огромном лагере рабов, созданном Сталиным.
Оригинальный текст (англ.)In the Russia of 1917, however, the proletariat was a small percentage of the population, the great majority being peasants. It was decreed that the Bolshevik party was the class-conscious part of the proletariat, and that a small committee of its leaders was the class-conscious part of the Bolshevik party. The dictatorship of the proletariat thus came to be the dictatorship of a small committee, and ultimately of one man - Stalin. As the sole class-conscious proletarian, Stalin condemned millions of peasants to death by starvation and millions of others to forced labour in concentration camps. He even went so far as to decree that the laws of heredity are henceforth to be different from what they used to be, and that the germ-plasm is to obey Soviet decrees but not that reactionary priest Mendel. I am completely at a loss to understand how it came about that some people who are both humane and intelligent could find something to admire in the vast slave camp produced by Stalin.

При этом Бертран Рассел считал себя сторонником социал-демократии. Критика коммунизма, проводимая им в это время, сводится к критике марксизма.
9 июня 1949 года Рассел был награждён орденом Заслуг. В 1950 году 78-летнему Расселу была присуждена Нобелевская премия по литературе за книгу «Брак и мораль» (1929) и публицистическую деятельность:

В знак признания его разнообразных и значимых произведений, в которых он защищает гуманитарные идеалы и свободу мысли.
Оригинальный текст (англ.)In recognition of his varied and significant writings in which he champions humanitarian ideals and freedom of thought.

В одной из книг, в которых он критикует оптимистический взгляд на развитие цивилизации — «Воздействие науки на общество» (1951, рус. изд. 1952), Рассел предупреждает, что средствами науки можно создавать не только благо. В частности он пишет, что «власть имущие» теоретически могут попробовать евгенистическим методом создать нацию рабов, после чего критика власти «станет психологически просто невозможна» и, заключает Рассел, восстание «расы рабов» будет настолько же невероятным, как «восстание овец против производителя баранины».
В 1952 году 80-летний Рассел женится в четвёртый раз на Эдит Финч, своей давней знакомой, писательнице из США. Они переезжают в северный Уэльс.

### 1954—1970 годы. Активная борьба за мир
После испытания водородной бомбы и переписки с Фредериком Жолио-Кюри Рассел, используя свой публицистический талант и огромный авторитет, начинает решительно выступать против ядерного оружия, обращается по радио (24 декабря 1954 года) ко всем жителям Англии и земного шара с «Манифестом борьбы за мир против ядерной войны», в котором утверждал, что в будущей войне не может быть победителя. Вопрос о путях к прочному миру с большой остротой был поставлен также в известном заявлении, подготовленном Расселом и подписанном Эйнштейном за два дня до смерти последнего, а затем и другими крупнейшими деятелями науки. Этот документ был оглашён в Лондоне на пресс-конференции учёных всего мира против угрозы атомной войны (1955) как «Декларация Рассела — Эйнштейна». Среди прочего в ней сказано:

Мы хотим, чтобы это было понято как на Востоке, так и на Западе. Мы требуем от правительств всего мира признать и заявить публично, что они не будут стремиться достичь своих целей при помощи войны. И мы призываем их, в соответствии с этим, искать мирных способов урегулирования разногласий, существующих между ними…
В 1957 году после обсуждения на первой конференции учёных в канадской деревушке Пагуош был принят как «Манифест борьбы за мир» всех учёных планеты, что ознаменовало начало деятельности пагуошского движения.
В 1950—1960-е годы, когда больше, чем когда-либо мир стоял перед перспективой Третьей мировой войны с использованием ядерного оружия, деятельность Рассела, одного из самых влиятельных борцов за мир, трудно переоценить. Рассел был членом движения за ядерное разоружение (1958) и «Комитета ста» (1960). Рассел переписывался, общался, встречался и дискутировал с лидерами крупнейших стран мира, международный авторитет огромен.
C 1961 года Рассел отстаивает концепцию международного авторитетного форума, сходного с ООН.
В 1961 году за участие в одной из антивоенных акций 89-летнего Нобелевского лауреата приговаривают к семидневному тюремному заключению. Магистрат предложил заменить его на «обещание хорошего поведения», но Рассел отказался.
В 1962 году во время обострения Карибского кризиса Рассел напрямую обращается к Кеннеди и Хрущёву с призывом немедленно вступить в переговоры.
С лета 1963 года началась работа по созданию фонда, который должен был взять на себя решение всего круга вопросов, до этого времени составлявших деятельность Рассела и его сподвижников. Особую роль в создании организации сыграл Ральф Шенманн.
Учредители фонда решили, что он должен носить имя Бертрана Рассела, несмотря на его собственные возражения. Генеральный секретарь ООН У Тан писал по этому поводу:

Отрадно узнать, что предполагается основать фонд, носящий имя лорда Рассела… Лорд Рассел был одним из первых, кто осознал безумие и опасность неограниченного накопления ядерных вооружений.
Сооснователь Фонда Кристофер Фарли писал о Расселе:

Во многих странах, в которых отсутствовали гражданские свободы или которые находились под патронажем могущественных соседей, Рассел почитался национальным героем.
Рассел приветствовал демократические реформы в Чехословакии и осуждал ввод войск в Чехословакию.
С 1963 года Рассел начал протестовать против американского участия в войне во Вьетнаме. Вместе с Жаном Полем Сартром создал Международный трибунал по расследованию военных преступлений во Вьетнаме.
С этого времени США, пытаясь уменьшить уважение простого народа к знаменитому антимилитаристу, санкционировали резкие выпады против Рассела. До конца своих дней Рассел терпел всяческие намёки и прямые утверждения, что «старик выжил из ума». Солидная газета «Нью-Йорк таймс» даже напечатала оскорбительную статью «Труп на лошади». Хотя уровень его общественной деятельности в последние годы жизни, не менее, если не более, высокий, чем в молодости, полностью опровергает эти слухи. Например, отметив 80-летие (1952), он успел выпустить более двух десятков книг, среди которых «Портреты по памяти» (1956), «Факт и вымысел» (1962). За год до смерти Рассел успел издать последний, третий том «Автобиографии» (1967—1969), которая поныне считается одной из самых известных его работ, так как помимо биографических данных о жизни имеет элементы всей сложной эволюции взглядов. Прожив почти столетие, поначалу благодаря происхождению, Рассел с ранней молодости жил в центре всех мировых событий, из-за чего «Автобиография» стала поистине великим произведением.
Умер Рассел от гриппа, близ города Пенриндайдрайта (Уэльс) 2 февраля 1970 года.

## Философская составляющая мировоззрения
Философия, по мнению Рассела, занимает «ничейную» область между наукой и теологией, пытаясь дать соответствующие требованиям научности ответы на вопросы, в которых бессильна теология. И хотя философия не является наукой, она всё же представляет определённую духовную силу, оказывающую значительное влияние на жизнь общества и его историю. Рассел признаёт взаимную связь философии с политическими и социальными условиями развития общества. История философии, по Расселу, это история оригинальных концепций выдающихся творческих личностей, оказывающих своими системами существенное воздействие на общественную жизнь. Наиболее плодотворными традициями в истории философии Рассел считает антиклерикализм и стремление поставить теоретико-познавательные исследования на почву логики. Книги Рассела «Проблемы философии» (1912) и «История западной философии» (1945) до сих пор считаются в англосаксонских странах лучшим введением в философию.

### Ранние взгляды
Рассел прошёл сложную эволюцию взглядов, которую сам он определил как переход от платоновской интерпретации пифагореизма к юмизму. После кратковременного увлечения гегельянством в его английской версии Рассел перешёл к платоновскому варианту абсолютного идеализма, а затем под влиянием Мура, Мейнонга, Уайтхеда — к неореализму. Рассел был одним из создателей концепции логического атомизма, которая объясняет необходимость передачи логической структуры языка на реальность и для создания соответствующей этой структуре онтологической доктрины. Как указывал сам Рассел: «Я постараюсь сформулировать… определённый вид логической доктрины и на основе этого… определённый вид метафизики». Логический атомизм сформулирован в работах «Наше познание внешнего мира» (1914), «Философия логического атомизма» (1918), «Мистицизм и логика» (1918). Позже эта концепция была развита Витгенштейном.
В этот период Рассел внёс огромный вклад в создание математической логики, написав (совместно с Уайтхедом) фундаментальный трёхтомный труд «Principia Mathematica» (1910—1913), где Рассел доказывает соответствие принципов математики принципам логики и возможность определения основных понятий математики в терминах логики.
Проблему существования Рассел решал при помощи разработанного им учения о дескриптивных определениях (близко номинализму). При этом Рассел попытался снять противопоставление объективного и субъективного существования в понятии «существование вообще»: «Существует только один „реальный“ мир, воображение Шекспира — его часть; аналогично реальны мысли, которые он имел, когда писал „Гамлета“. Точно также реальны мысли, которые мы имеем, читая эту трагедию». В 1910—1920-е годы Рассел сформулировал концепцию логического атомизма, но не принял конвенционализма и физикализма, в их крайней, ведущей к солипсизму форме.
Дальнейшая эволюция взглядов Рассела состояла во всё большем ограничении областей реальности, которым приписывается онтологически самостоятельное существование: если вначале Рассел учил об особом бытии (subsisting) как бы «априорных» логических отношений, то в 1920—1930-х годах, сближаясь с неопозитивизмом, Рассел‚ после колебаний, признал реальность лишь за чувственными данными (sense-data, particulars), входящими в состав так называемых «нейтральных» фактов (events). Близость философии Рассела неопозитивизму выразилась в том, что для него важнейшей философской проблемой было обоснование научного знания в чувственном опыте субъекта. Это проявилось в пристальном внимании к исследованию содержания и структуры опыта. На раннем этапе Рассел считал, что в структуре опыта наряду с чувственными данными присутствуют универсалии. В дальнейшем главным предметом внимания стала для него проблема перехода от непосредственного опыта, имеющего индивидуальный, «личный» характер, к общезначимому естественно научному знанию. Поэтому в поздний период Рассел выдвигал и отстаивал взгляды, согласно которым для понимания естественнонаучного знания важны такие его скрытые элементы, как «принципы недемонстративного вывода» или «постулаты научного вывода».
В целом Рассел сыграл значительную роль в формировании британской разновидности неопозитивизма (логического позитивизма), с одной стороны, позитивистски истолковывая результаты своих логико-математических исследований, с другой стороны, исправляя своей критикой «чересчур» субъективистские выводы Венского кружка. В частности, он выступил против огульной характеристики проблем традиционной философии, как псевдопроблем.
Сложившаяся в его книгах «The analysis of mind» (New York — London, 1924), «The analysis of matter» (New York — London, 1927), «An outline of philosophy» (L., 1927) концепция нейтрального монизма усматривала в понятиях «дух» и «материя» лишь логические конструкции из чувственных данных и была близка к прагматизму Джемса и махизму. Она отличалась от последнего главным образом своеобразной терминологией: «Я верю, — писал Рассел, — что материя менее материальна, а дух — менее духовен, чем полагают…». При этом Рассел призывал отказаться от материализма, который он считал несовместимым с научными открытиями, сделанными в релятивистской и квантовой физике. Идеализм он также отвергал, но уже с позиции другой науки — психологии. Рассел стал одним из самых известных натуралистов XX столетия, при этом его версия натурализма носила нематериалистический характер.

### Развитие взглядов
В 1940—1950-х годах Рассел обращается к идеям Юма. Рассел допускает существование «фактов», которые, в отличие от «опыта», объективны, но объективность их основана лишь на «вере» в бытие внешнего мира.
В работе «Человеческое познание. Его сфера и границы» (London, 1948; рус. пер.: М., 1957) Рассел формулирует пять постулатов научного метода познания «физического мира», которые, по его мнению, образуют предварительные условия правдоподобности индуктивных обобщений, в форме которых познание осуществляется (Рассел Б. Человеческое познание. — М., 1957. — С. 453—540.). Философская эволюция Рассела соответствовала изменениям в содержании настойчиво проводившейся им широкой программы приложения средств математической логики к теоретико-познавательным исследованиям. На неореалистском и позитивистском этапах его эволюции эта программа вела к растворению теории познания в логическом анализе (наравне с Муром, Рассел был основоположником логического анализа философии). В основном оформляется философия зрелого Рассела.
Теория познания Рассела в значительной мере является попыткой соединить два различных принципа — принцип эмпиризма, согласно которому все наше знание происходит из опыта, и убеждение, традиционно считающееся рационалистическим, что логика составляет сущность философии. Одним из первых результатов применения логического аппарата к решению философских проблем стала теория дескрипций (описаний).
Важнейшим элементом теории познания Рассела была концепция знания-знакомства — учение о непосредственном познании в опыте определённых объектов: чувственных данных и универсалий. Объекты, непосредственно познаваемые в опыте, сначала рассматривались Расселом также и в качестве онтологических единиц. Простые элементы опыта мыслились Расселом как своеобразные строительные блоки, из которых состоит весь корпус естественнонаучного знания. В поздних работах он частично отказался от учения о непосредственном познании в опыте таких объектов, как универсалии, считая подлинными объектами познания лишь «полные комплексы сосуществования», которые рассматривались как определённые совокупности качеств.
Свою позднюю философскую позицию Рассел определял как реализм и логический атомизм (отчасти под влиянием Витгенштейна), поскольку «картина мира» есть совокупность логических высказываний. Рассел принимает теорию внешних отношений, следствием которой было утверждение существования субстанциально-нейтральных элементов мира, при котором имеется функциональное различение субъективного и объективного. Сама теория была взаимосвязана с разделением бытия на «существующее» (физические вещи и содержание сознания) и «идеально существующее» (математические и логические объекты, отношения, прошлые и будущие события, заблуждения, иллюзии, кентавры, круглые квадраты).

### Этика
В области этики Рассел стоял на позициях эмотивизма. В поздний период своей общественно-политической деятельности получил известность как критик западной цивилизации, видел её основной порок в гипертрофированном развитии науки производства при отсутствии подлинно гуманистических ценностей и идеалов. Выступил против противопоставления сферы разума и чувств, фактов и ценностей, а также за более тесную связь этики и политики. Призывал к отказу от принципа силы как средства решения международных политических проблем.
Рассел был убеждён, что предложения, в которых утверждается желательность чего-либо как этической цели или внутренне значимого или конечного блага, суть выражения эмоций и поэтому не могут быть истинными либо ложными. Однако это не означает, что следует стремиться к преодолению этических чувств. Мотивом собственной деятельности Рассел считал стремление по возможности объединить и гармонизировать желания человеческих существ.

### Антиклерикализм. Атеизм
Большое место в творчестве Рассела занимала критика религии и христианской церкви, в которых он видел средство подавления человеческой личности. В атеистических кругах Рассел почитается как один из самых влиятельных атеистов. Рассел — автор множества книг, посвящённых защите атеизма. Одна из его известнейших работ — «Почему я не христианин». Также известен юмористический антирелигиозный рассказ «Кошмар богослова» (1961).

## Психология масс и инженерия согласия
В своих лекциях, прочитанных с 1938 по 1944 годы, Бертран Рассел выделил важность психологии масс в политическом контексте, а «образование» отнёс к одному из современных методов пропаганды. В своих прогнозах на будущее он точно подметил возрастающую роль прессы, кинематографа и радио:
Думаю, что политически чрезвычайную важность приобретёт психология масс… Её важность чрезвычайно возросла с развитием современных методов пропаганды. Среди них самым важным является то, что называется «образованием». Религия всё ещё играет определённую роль, но всё меньшую, а вот роль прессы, кино и радио возрастает…
Рассел отметил, что в будущем общественная система будет полностью подконтрольна и управляема, а институт семьи в этом плане будет создавать помехи. Особую роль в инженерии согласия он выделил музыке:
Социальные психологи будущего будут вести различные классы школьников, на которых они будут отрабатывать различные методы выработки уверенности, что снег чёрный. Очень быстро будут получены различные результаты. Во-первых, будет доказано, что семья мешает. Второе — обработка не даст существенных результатов, если она начнётся после десятилетнего возраста. Третье — стихи, положенные на музыку с повторами, очень эффективны. Четвёртое — мнение, что снег белый, нужно считать проявлением болезненной склонности к эксцентричности. Но я забежал вперёд…
Учёным будущего предстоит отточить эти максимы и точно подсчитать, во что обойдётся убеждение одного школьника в том, что снег чёрный, и насколько дешевле будет убедить его в том, что снег тёмно-серый…

## Произведения Бертрана Рассела
До 1940-х годов его фамилия в русских изданиях передавалась как Рёссель.
- Германская социал-демократия.
  1. Изъ исторіи соціалъ-демократіи въ Германіи. Составлено по книгѣ Рёсселя: «Германская соціалъ-демократія», Москва: Книгоиздательство Е. Д. Мягкова «Колоколъ», 1905. (46 стр. — сокращённый пересказ).
  2. Очерки изъ исторіи германской соціалъ-демократической рабочей партіи. Шесть лекцій/ Перев. съ англійскаго В. Фигнеръ; редакція и предисловіе В. Канеля. Спб, 1906. — XXIV+137 c. (В 1910 году этот перевод был переиздан без изменений в составе сборника «Очерки по истории Германии».)
  3. Германская соціалъ-демократія: [6 лекцій, чит. в 1896 г. в Лондон. школѣ экон. и полит. наукъ]/ Перев. и предисловie А. Каменскаго. — Спб, 1906. — 2, XII, 147 с.
- Новѣйшія работы о началахъ математики. /Перев. А. В. [=А. В. Васильев]//Новыя идеи въ математикѣ. Сборникъ первый: Математика. Методъ, проблемы и значеніе ея. — СПб: Книгоиздательство «Образованіе», 1913. — С. 84-105.
- Проблемы философіи. /Перев. С. И. Штейнъ [=Семён Ильич Штейн]. Спб, 1914. [У этого произведения помимо данного издания имеется два современных перевода: А. Ф. Грязнова (2000) и В. В. Целищева (2001)]
- Икар или будущее науки. //Д. Б. Холден [=Дж. Б. С. Холдейн] и Бертран Рёссель. Дедал и Икар (будущее науки). /Перевод с английского М. С. Горевой. Ленинград-Москва: Издательство «Петроград», 1926. — С. 63-95.
- Воздействие науки на общество / Редакция, примечания и предисл. Э. А. Араб-Оглы. Пер. с англ. В. А. Онышко. — М.: Изд-во иностранной литературы, 1952. — 59 c. [Сокращённое издание с грифом «Рассылается по особому списку»; титул оригинала: Impact of Science on Society.]
- Человеческое познание. Его сфера и границы [Human Knowledge. Its scope and limits]:
  1. Человеческое познание. Его сфера и границы / Ред. Э. Кольман, пер. с англ. Н. В. Воробьёв. — М.: Изд-во иностранной литературы, 1957. — 555 с. [Издание с грифом «для научных библиотек».]
  2. Человеческое познание: его сфера и границы / Ред. А. Ф. Грязнов, пер. с англ. Н. В. Воробьёв. — М.: ТЕРРА — Кн. клуб: Республика, 2000. — 463 с. Указ. имен: с. 461—462.
  3. Человеческое познание: его сфера и границы. — К.: Ника-Центр, 2001. — 555 с. Предм.- имен. указ.: с. 543—553.
- Почему я не христианин [Why I am not a Christian]
  1. Почему я не христианин / Пер. с англ. И. З. Романова. — М.: Изд-во иностранной литературы, 1958. — 30 с.
  2. Почему я не христианин: Избранные атеистические произведения / Пер. с англ. И. З. Романова; сост., авт. предисл. и примеч. А. А. Яковлев. — М.: Политиздат, 1987. — 333 с.
  3. Почему я не христианин. — Москва : Опустошитель, 2016. — 290 с.; 500 экз; ISBN 978-5-87399-132-7.
- История западной философии [History of Western Philosophy]:
  1. История западной философии. / Ред. В. Ф. Асмус, пер. А. Н. Чанышев, Н. А. Клейнман, В. М. Закладная, И. З. Романов, Т. А. Бурова, В. С. Швырёв, В. К. Финн.- М: Изд. иностр. лит., 1959. — 935 с. [Издание с грифом «для научных библиотек».]
  2. История западной философии. / Ред. В. Чалидзе. Нью-Йорк: Chalidze Publications, 1981. — 855 с.
  3. История западной философии. Ростов-на-Дону: Миф, 1998
  4. История западной философии и её связи с политическими и социальными условиями от античности до наших дней. В 3 кн. / Науч. ред. В. В. Целищев. — Новосибирск: Изд-во Новосиб. университета, 2001.
  5. История западной философии. / Ред. Смоленков, В. Е., сопровод. ст. Светлов, Р. В. — Санкт-Петербург: Азбука, 2001—956 с.
- Здравый смысл и ядерная война / Пер. с англ. В. М. Карзинкина[55]. — М.: Изд-во иностранной литературы (ИЛ), 1959. — 77 с. [Сокращённое издание с грифом «Рассылается по особому списку»; титул оригинала: Common sense and nuclear warfare, объём английского издания — 109 с.]
- Практика и теория большевизма / Авт. послесл. В. С. Марков; АН СССР, Науч. совет «История революций и социал. движений», пер. с англ. И. Ю. Воробьёвой, И. Е. Задорожнюк, Ю. Г. Казанцева. — М.: Наука, 1991.
- Словарь разума, материи и морали. / Общая редакция и послесловие А. А. Васильченко. — Киев: Port-Royal 1996. — 363 с., Библиогр. с. 351—355., Указ. в конце кн.
- Практика и теория большевизма: Избр. страницы / Пер. с англ. И. Ю. Воробьёвой, И. Е. Задорожнюк, Ю. Г. Казанцева. Предисл., послесл. и примеч. Б. Гиленсона. — М.: Панорама, 1998.
- Мудрость Запада: Ист. исслед. зап. философии в связи с обществ. и полит. обстоятельствами / Ред. П. Фулкес; [Вступ. ст. В. А. Малинина, пер. О. Н. Орнатской]. — М.: Республика, 1998. — 476 с. ISBN 5-250-02648-6
- Философия логического атомизма. / Пер., коммент. и послесл. В. А. Суровцева. — Томск: Водолей, 1999. — 191 с. ISBN 5-7137-0127-1
- Искусство мыслить / Общ. ред., сост. и предисл. О. А. Назаровой; пер. с англ. Козловой Е. Н., Назаровой О. А., Сычёвой С. Г., рисунки Дениски [sic!] Назарова, 2-е испр. изд.. — М.: Идея-Пресс: Дом интеллектуальной книги, 1999. — 240 с. — ISBN 5-733-0007-8. [Название оригинала: The Art of Philosophizing and other Essays.]
- Исследование значения и истины / Общ. науч. ред. и примеч. Е. Е. Ледникова. — М.: Идея-Пресс: Дом интеллектуальной книги, 1999. — 399 с. Предмет. указ.: с. 395—399.
- Автобиография (в сокращении) // «Иностранная литература», 2000, № 12. С. 97 — 240. [Содержит менее одной пятой текста оригинала. Перевод отрывков из 1-го т. — Т. Я. Казавчинской, из 2-3 тт. — Н. А. Цыркун.]
- Проблемы философии [The Problems of Philosophy, см. также выше сведения о дореволюционном издании]
  1. Проблемы философии. / Ред. А. Ф. Грязнов. — М.: 2000.
  2. Проблемы философии. / Ред. В. В. Целищев. — Новосибирск: Наука, 2001. — 109 c.
- Брак и мораль[англ.] / Пер. Ю. В. Дубровина. — М.: Крафт +, 2004. — 272 с. [= Marriage and morals]
- Основания математики : в 3 т. / Альфред Н. Уайтхед, Бертран Рассел; пер. с англ. Ю. Н. Радаева, И. С. Фролова; под ред. Г. П. Ярового, Ю. Н. Радаева. — Самара : Сам. ун-т, 2005—2006. — 721+737+459 c. [=Principia Mathematica]
- Введение в математическую философию. Избранные работы. / Вступ ст. В. А. Суровцева. — Сибирское университетское издательство, 2007. — 262 с. ISBN 978-5-379-00306-7
- Овладение счастьем [The Conquest of Happiness]
  1. Завоевание счастья. (2013) сетевой перевод Е. Кузьминой.
  2. Завоевание счастья. Под ред.. А. С. Василенко и В. М. Никитина. М: «Российский писатель», 2015. — 160 с.
- Власть: новый социальный взгляд [ Power: A New Social Analysis] (перевод по главам - журнальная публикация)
  1. Глава 1-2 : Б. Рассел "власть: новый социальный анализ" // Ученые записки Крымского федерального университета имени В.И. Вернадского. Философия. Политология. Культурология. – 2021. – Т. 7 (73), № 3. – С. 165-181.
  2. Глава 3 :Рассел, Б. Власть: новый социальный анализ  // Ученые записки Крымского федерального университета имени В.И. Вернадского. Философия. Политология. Культурология. – 2023. – Т. 9, № 1. – С. 30-40.